# Bryan Anger
Bryan Corey Anger (Camarillo, 6 ottobre 1988) è un giocatore di football americano statunitense che gioca nel ruolo di punter per i Dallas Cowboys della National Football League. Fu scelto dai Jacksonville Jaguars nel corso del terzo giro (70º assoluto) del Draft NFL 2012. Al college ha giocato a football a California.

## Carriera

### Jacksonville Jaguars
Anger fu selezionato dai Jaguars nel corso del terzo giro, 70º assoluto, nel Draft 2012, divenendo il punter scelto più in alto dai tempi di Todd Sauerbrun nel 1995 e il primo punter scelto dai Jaguars dal 2007. Due giorni dopo, il 29 aprile, i Jaguars tagliarono i punter Nick Harris e Spencer Lanning. Come Anger, anche Harris aveva giocato a football all'Università della California. Nella sua stagione da rookie Bryan mantenne una media di 41,3 yard nette a punt.

### Tampa Bay Buccaneers
Nel 2016, Anger firmò con i Tampa Bay Buccaneers dove giocò per tre stagioni.

### Houston Texans
Il 23 luglio 2019 Anger firmò con gli Houston Texans.

### Dallas Cowboys
Nel 2021 Anger firmò con i Dallas Cowboys. A fine stagione fu convocato per il suo primo Pro Bowl e inserito nel Second-team All-Pro.

## Palmarès
- Convocazioni al Pro Bowl: 2

2021, 2023
- Second-team All-Pro: 2

2021, 2023
- PFWA All-Rookie Team - 2012